# Carlópolis
Carlópolis is een gemeente in de Braziliaanse deelstaat Paraná. De gemeente telt 13.581 inwoners (schatting 2009).

## Aangrenzende gemeenten
De gemeente grenst aan Joaquim Távora, Ribeirão Claro, Salto do Itararé, Siqueira Campos, Barão de Antonina (SP) en Fartura (SP).